# Town 'n' Country
Town 'n' Country är en ort (CDP) i Hillsborough County, i delstaten Florida, USA. Enligt United States Census Bureau har orten en folkmängd på 78 442 invånare (2010) och en landarea på 57,3 km².